# U-Bahn-Linie M (New York City)
| Geographischer Plan New Yorks mit der M |                      |                                                                |                                                                |
| Spurweite: | 1435 mm (Normalspur) |                                                                |                                                                |
| |                      |                                                                |                                                                |
| \| \| \| Middle Village – Metropolitan Ave \| \| \| \| \| Fresh Pond Ave \| \| \| \| \| Forest Ave \| \| \| \| \| Seneca Ave \| \| \| \| \| Wyckoff Avenue \| BMT Canarsie Line \| \| \| \| Knickerbocker Ave \| \| \| \| \| Central Ave \| \| \| \| \| \| \| \| \| \| \| BMT Jamaica Line \| \| \| \| Myrtle Ave \| \| \| \| \| \| BMT Myrtle Avenue Line \| \| \| \| \| Jamaica Express \| \| \| \| Flushing Ave \| \| \| \| \| Lorimer St \| \| \| \| \| \| IND Crosstown Line \| \| \| \| Hewes Street \| \| \| \| \| \| Jamaica Express \| \| \| \| Marcy Ave \| \| \| \| \| ehemaliger Fährenzubringer \| \| \| \| \| Driggs Avenue \| \| \| \| \| Broadway Ferry \| \| \| \| \| Straßenbahn \| \| \| \| \| Williamsburg Bridge \| East River \| \| \| \| Straßenbahn \| \| \| \| \| Straßenbahn \| \| \| \| \| Essex St \| IND Sixth Avenue Line \| \| \| \| \| BMT Nassau Street Line \| \| \| \| Richtung Brighton und Fourth Avenue Line \| IND Sixth Avenue Line \| \| \| \| Richtung Culver Line \| IND Sixth Avenue Line \| \| \| \| IRT Lexington Avenue Line \| \| \| \| \| Broadway – Lafayette St (Übergang zu Bleecker St ) \| \| \| \| \| IND Eighth Avenue Line \| \| \| \| \| West 4th Street \| \| \| \| \| IND Eighth Avenue Line \| \| \| \| \| PATH \| \| \| \| \| IND Sixth Avenue Line (Express) \| \| \| \| \| 9th Street PATH \| \| \| \| \| 14th Street Übergang 6th Avenue, , PATH \| \| \| \| \| 23rd Street Übergang PATH \| \| \| \| \| 33rd Street PATH-Endstation \| \| \| \| \| 34th Street – Herald Sq Übergang \| \| \| \| \| IRT Sixth Avenue Line (Express) \| \| \| \| \| 42nd St – Bryant Park \| \| \| \| \| 47th-50th St – Rockefeller Center \| \| \| \| \| IND Queens Boulevard Line \| \| \| \| \| E \| \| \| \| \| 5th Ave-53rd Street \| \| \| \| \| Lexington Ave-53rd Street \| \| \| \| \| 23rd St-Ely Ave \| \| \| \| \| R \| \| \| \| \| Queens Plaza \| \| \| \| \| F \| \| \| \| \| E und F (Express) \| \| \| \| \| 36th Street \| \| \| \| \| E und F (Express) – Abkürzung \| \| \| \| \| Steinway St \| \| \| \| \| 46th Street \| \| \| \| \| Northern Boulevard \| \| \| \| \| E und F (Express) – Abkürzung \| \| \| \| \| 65th Street \| \| \| \| \| Jackson Heights – Roosevelt Ave Übergang 74th St – Broadway, 7 \| \| \| \| \| Elmhurst Ave \| \| \| \| \| Grand Ave – Newtown \| \| \| \| \| Woodhaven Blvd \| \| \| \| \| 63rd Drive – Rego Park \| \| \| \| \| 67th Ave \| \| \| \| \| Forest Hills – 71st Ave \| \| \| \| \| E und F \| \| |                      |                                                                |                                                                |
| Erklärung |                      |                                                                |                                                                |
| Die Linie M fährt ab “Williamsburg Bridge” unterirdisch und als Local über die IND 6th Avenue Line. |                      |                                                                |                                                                |
| U-Bahn-Kopfbahnhof Anfang Hochstrecke |                      | Middle Village – Metropolitan Ave                              | Middle Village – Metropolitan Ave                              |
| U-Bahn-Haltepunkt / Haltestelle |                      | Fresh Pond Ave                                                 | Fresh Pond Ave                                                 |
| U-Bahn-Haltepunkt / Haltestelle |                      | Forest Ave                                                     | Forest Ave                                                     |
| U-Bahn-Haltepunkt / Haltestelle |                      | Seneca Ave                                                     | Seneca Ave                                                     |
| U-Bahn-Turmbahnhof geradeaus oben |                      | Wyckoff Avenue                                                 | BMT Canarsie Line                                              |
| U-Bahn-Haltepunkt / Haltestelle |                      | Knickerbocker Ave                                              | Knickerbocker Ave                                              |
| U-Bahn-Haltepunkt / Haltestelle |                      | Central Ave                                                    | Central Ave                                                    |
| U-Bahn-Strecke von links · U-Bahn-Abzweig ehemals geradeaus und nach rechts |                      |                                                                |                                                                |
| U-Bahn-Abzweig geradeaus und von links · U-Bahn-Kreuzung geradeaus oben (Strecke geradeaus außer Betrieb) |                      |                                                                | BMT Jamaica Line                                               |
| U-Bahn-Bahnhof · U-Bahn-Bahnhof (Strecke außer Betrieb) |                      | Myrtle Ave                                                     | Myrtle Ave                                                     |
| U-Bahn-Strecke |                      |                                                                | BMT Myrtle Avenue Line                                         |
| |                      |                                                                | Jamaica Express                                                |
| U-Bahn-Strecke |                      | Flushing Ave                                                   | Flushing Ave                                                   |
| U-Bahn-Strecke |                      | Lorimer St                                                     | Lorimer St                                                     |
| U-Bahn-Kreuzung mit Tunnelstrecke |                      |                                                                | IND Crosstown Line                                             |
| U-Bahn-Strecke |                      | Hewes Street                                                   | Hewes Street                                                   |
| |                      |                                                                | Jamaica Express                                                |
| U-Bahn-Bahnhof |                      | Marcy Ave                                                      | Marcy Ave                                                      |
| U-Bahn-Abzweig geradeaus und ehemals nach links · U-Bahn-Strecke von rechts (außer Betrieb) |                      | ehemaliger Fährenzubringer                                     | ehemaliger Fährenzubringer                                     |
| U-Bahn-Strecke · U-Bahn-Haltepunkt / Haltestelle (Strecke außer Betrieb) |                      | Driggs Avenue                                                  | Driggs Avenue                                                  |
| U-Bahn-Strecke · U-Bahn-Haltepunkt / Haltestelle Streckenende (Strecke außer Betrieb) |                      | Broadway Ferry                                                 | Broadway Ferry                                                 |
| U-Bahn-Abzweig geradeaus und ehemals von links |                      | Straßenbahn                                                    | Straßenbahn                                                    |
| U-Bahn-Brücke über Wasserlauf |                      | Williamsburg Bridge                                            | East River                                                     |
| U-Bahn-Abzweig geradeaus und ehemals nach links · U-Bahn-Strecke von rechts (außer Betrieb) |                      | Straßenbahn                                                    | Straßenbahn                                                    |
| U-Bahn-Tunnelanfang |                      | Straßenbahn                                                    | Straßenbahn                                                    |
| U-Bahn-Turmbahnhof mit Tunnelstrecke (im Tunnel) |                      | Essex St                                                       | IND Sixth Avenue Line                                          |
| U-Bahn-Abzweig geradeaus und nach links (im Tunnel) |                      |                                                                | BMT Nassau Street Line                                         |
| U-Bahn-Abzweig geradeaus und von links (im Tunnel) |                      | Richtung Brighton und Fourth Avenue Line                       | IND Sixth Avenue Line                                          |
| U-Bahn-Abzweig geradeaus und von rechts (im Tunnel) |                      | Richtung Culver Line                                           | IND Sixth Avenue Line                                          |
| U-Bahn-Kreuzung mit Tunnelstrecke (im Tunnel) |                      | IRT Lexington Avenue Line                                      | IRT Lexington Avenue Line                                      |
| U-Bahn-Bahnhof (im Tunnel) |                      | Broadway – Lafayette St (Übergang zu Bleecker St )             | Broadway – Lafayette St (Übergang zu Bleecker St )             |
| U-Bahn-Strecke (im Tunnel) · U-Bahn-Strecke von links (im Tunnel) |                      | IND Eighth Avenue Line                                         | IND Eighth Avenue Line                                         |
| |                      | West 4th Street                                                |                                                                |
| U-Bahn-Strecke (im Tunnel) · U-Bahn-Strecke nach links (im Tunnel) |                      | IND Eighth Avenue Line                                         | IND Eighth Avenue Line                                         |
| U-Bahn-Kreuzung mit Tunnelstrecke und geradeaus oben (im Tunnel) · U-Bahn-Strecke von rechts (im Tunnel) |                      | PATH                                                           | PATH                                                           |
| U-Bahn-Strecke (im Tunnel) |                      | IND Sixth Avenue Line (Express)                                | IND Sixth Avenue Line (Express)                                |
| U-Bahn-Strecke · U-Bahn-Haltepunkt / Haltestelle (im Tunnel) |                      | 9th Street PATH                                                | 9th Street PATH                                                |
| U-Bahn-Strecke · U-Bahn-Bahnhof (im Tunnel) |                      | 14th Street Übergang 6th Avenue, PATH                          | 14th Street Übergang 6th Avenue, PATH                          |
| U-Bahn-Strecke · U-Bahn-Haltepunkt / Haltestelle (im Tunnel) |                      | 23rd Street Übergang PATH                                      | 23rd Street Übergang PATH                                      |
| U-Bahn-Strecke · U-Bahn-Kopfbahnhof Streckenende (im Tunnel) |                      | 33rd Street PATH-Endstation                                    | 33rd Street PATH-Endstation                                    |
| U-Bahn-Bahnhof |                      | 34th Street – Herald Sq Übergang                               | 34th Street – Herald Sq Übergang                               |
| |                      | IRT Sixth Avenue Line (Express)                                |                                                                |
| U-Bahn-Bahnhof (im Tunnel) |                      | 42nd St – Bryant Park                                          | 42nd St – Bryant Park                                          |
| U-Bahn-Bahnhof (im Tunnel) |                      | 47th-50th St – Rockefeller Center                              | 47th-50th St – Rockefeller Center                              |
| U-Bahn-Abzweig geradeaus und nach links (im Tunnel) |                      | IND Queens Boulevard Line                                      | IND Queens Boulevard Line                                      |
| U-Bahn-Abzweig geradeaus und von links |                      | E                                                              | E                                                              |
| U-Bahn-Bahnhof |                      | 5th Ave-53rd Street                                            | 5th Ave-53rd Street                                            |
| U-Bahn-Bahnhof |                      | Lexington Ave-53rd Street                                      | Lexington Ave-53rd Street                                      |
| U-Bahn-Bahnhof |                      | 23rd St-Ely Ave                                                | 23rd St-Ely Ave                                                |
| U-Bahn-Abzweig geradeaus, von links und ehemals von rechts |                      | R                                                              | R                                                              |
| U-Bahn-Bahnhof |                      | Queens Plaza                                                   | Queens Plaza                                                   |
| U-Bahn-Abzweig geradeaus und von links |                      | F                                                              | F                                                              |
| |                      | E und F (Express)                                              |                                                                |
| U-Bahn-Strecke |                      | 36th Street                                                    | 36th Street                                                    |
| U-Bahn-Strecke nach rechts und nach rechts |                      | E und F (Express) – Abkürzung                                  | E und F (Express) – Abkürzung                                  |
| U-Bahn-Haltepunkt / Haltestelle |                      | Steinway St                                                    | Steinway St                                                    |
| U-Bahn-Haltepunkt / Haltestelle |                      | 46th Street                                                    | 46th Street                                                    |
| U-Bahn-Haltepunkt / Haltestelle |                      | Northern Boulevard                                             | Northern Boulevard                                             |
| U-Bahn-Strecke von rechts und von halblinks |                      | E und F (Express) – Abkürzung                                  | E und F (Express) – Abkürzung                                  |
| U-Bahn-Strecke |                      | 65th Street                                                    | 65th Street                                                    |
| U-Bahn-Bahnhof |                      | Jackson Heights – Roosevelt Ave Übergang 74th St – Broadway, 7 | Jackson Heights – Roosevelt Ave Übergang 74th St – Broadway, 7 |
| U-Bahn-Strecke |                      | Elmhurst Ave                                                   | Elmhurst Ave                                                   |
| U-Bahn-Strecke |                      | Grand Ave – Newtown                                            | Grand Ave – Newtown                                            |
| U-Bahn-Strecke |                      | Woodhaven Blvd                                                 | Woodhaven Blvd                                                 |
| U-Bahn-Strecke |                      | 63rd Drive – Rego Park                                         | 63rd Drive – Rego Park                                         |
| U-Bahn-Strecke |                      | 67th Ave                                                       | 67th Ave                                                       |
| U-Bahn-Bahnhof Streckenende |                      | Forest Hills – 71st Ave                                        | Forest Hills – 71st Ave                                        |
| U-Bahn-Strecke |                      | E und F                                                        | E und F                                                        |

Die Linie M ist eine Linie der New York City Subway und fährt von Middle Village Metropolitan Ave nach Forest Hills – 71st Ave. Nachts fährt sie nur von Middle Village Metropolitan Ave nach Myrtle Ave.

## Geschichte

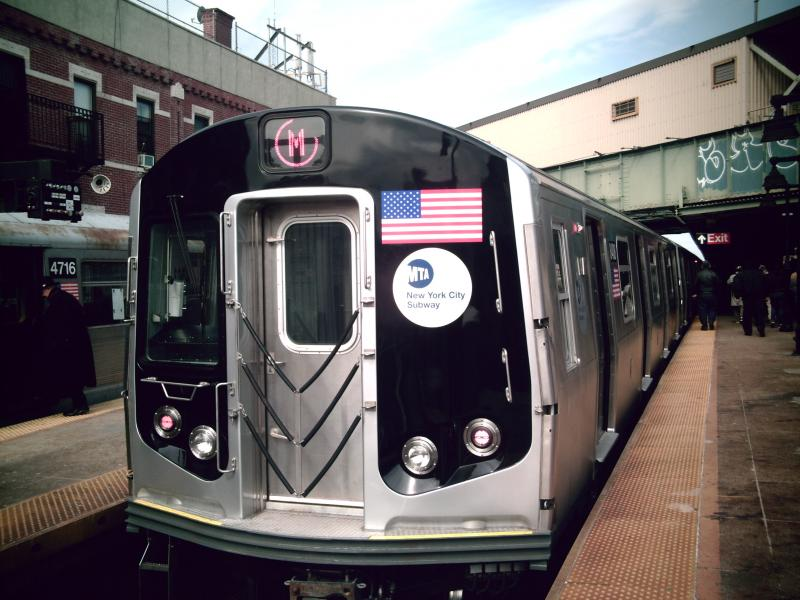
Zug im Bahnhof Myrtle Avenue

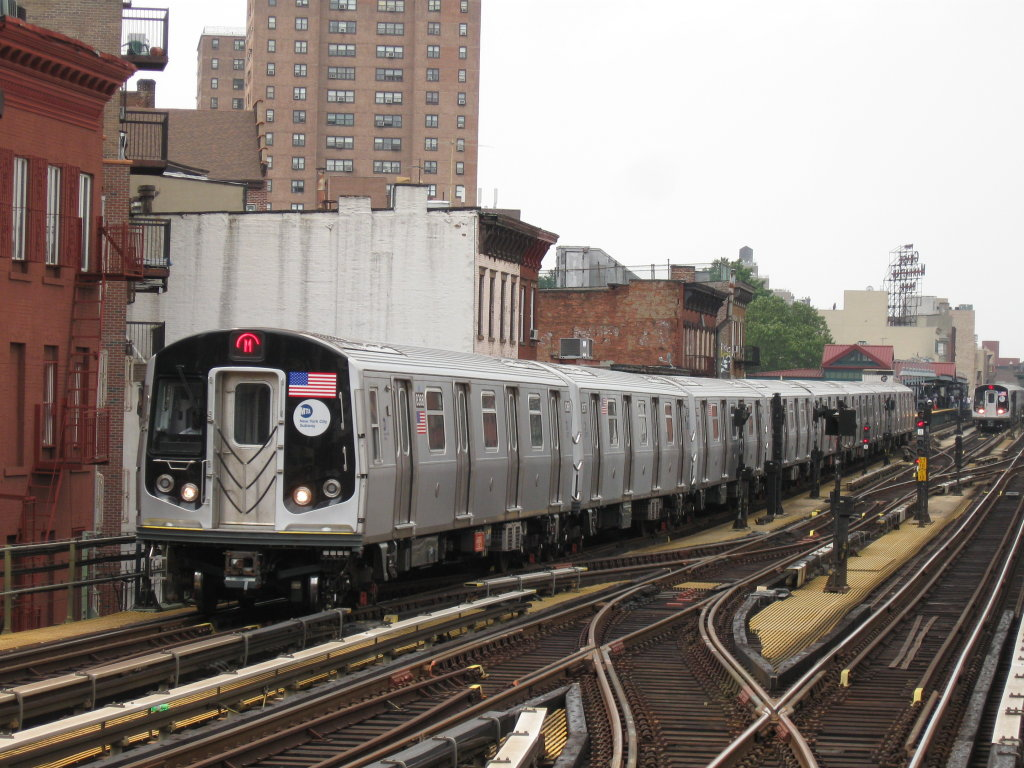
Zug fährt in Bf. Hewes Street ein

Die Linie M war bis 2010 eine Schwesterlinie der Linien J und Z und verkehrte auf der Nassau Street Line, die in den Jahren 1908 bis 1916 von der BMT, Brooklyn-Manhattan Transit Corporation, gebaut wurde. Sie verkehrte bis 2010 von Middle Village-Metropolitan Avenue nach Broad Street in Süd-Manhattan. Zeitweise fuhr sie von Broad Street über eine, heute nicht mehr im Linienverkehr befahrenen, Verbindungsstrecke zum Montague Street Tunnel (Linie R) und weiter nach Brooklyn und auf einer der drei möglichen Strecken nach Coney Island, zuletzt über die Strecke der Linie D.
Die Linie V war 2001 als Ersatz für die, wegen einer Neubaustrecke nicht mehr unter der 53. Straße verkehrende, Linie F eingeführt worden.
Die Kennfarbe aller Linien, deren Stammstrecke die BMT Nassau Street Line ist, wurde 1979 auf ein einheitliches Braun geändert.

Embleme der Linie M
Türkis 1967 bis 1979
Braun 1979 bis 2010
Braune Raute für eine Teillinie
Orange seit 2010

Wegen Finanzproblemen der Betreibergesellschaft MTA wurde entschieden, die Linie M mit der V zu verbinden, was am 28. Juni 2010 auch geschah. Dazu benutzt die neue Kombilinie M eine Verbindungskurve, die zwischen Essex St und Bowery von der Nassau Street Line nordwärts abbiegt und kurz danach auf die Linien B und D trifft. Diese Verbindungskurve, die Chrystie Street Connection, wurde anlässlich eines großen Umbauprojekt im Bereich der Manhattan Bridge in den 60er Jahren gebaut und nur kurz von einer Linie K genutzt.

## Ehemalige Linien

### Linie V

Linie V, oranges Emblem 2001 bis 2010

Die Linie V war eine Ergänzungslinie, die nur an Werktagen von ca. 6.30 Uhr bis Mitternacht fuhr. Sie existierte in den Jahren 2001 bis 2010. 
Sie verkehrte erstmals am 17. Dezember 2001 und war ein „6 Avenue Local“, hielt also auf der IND Sixth Avenue Line in Manhattan an jeder Station. An jenem Tag wurde in Queens eine Streckenverlängerung der IND 63rd Street Line östlich des bisherigen Endbahnhofs 21st Street–Queensbridge eröffnet. So entstand eine neue durchgehende Verbindung vom Midtown Manhattan zur IND Queens Boulevard Line. Die Linie F wurde auf diese Verbindung gelegt. Den vorherigen Weg der Linie F entlang der IND 53rd Street Line durch den 53rd-Street-Tunnel unter dem East River übernahm die neue Linie V.
Die Linie V fuhr sowohl in Manhattan als auch in Queens als Local, von Forest Hills–71st Avenue in Queens bis zum damals als Lower East Side–Second Avenue benannten U-Bahnhof in Lower Manhattan.
Die MTA strich zum 27. Juni 2010 die Linie V. Zugleich wurde auch die Linie W gestrichen, die am 22. Juli 2001, also im gleichen jahr wie die Linie V, eingeführt worden war. Grund für die zweifache Streichung war, dass im Nachgang der Finanzkrise 2007 im Haushalt des Verkehrsbetriebs Einnahmen fehlten. Die bereits für das Jahr 2009 geplanten Kürzungen waren noch durch Hilfszahlungen der Bundesregierung der Vereinigten Staaten aus dem American Recovery and Reinvestment Act aufgeschoben worden und wurden 2010 wirksam.

### Linie MJ

Linie MJ, rotviolettes Emblem von 1967 bis 1969

Die Linie MJ befuhr die BMT Myrtle Avenue Line, eine zum Teil für den U-Bahn-Betrieb ertüchtigte klassische Hochbahnstrecke in Brooklyn und Queens. Die Linie MJ befuhr diese auf ganzer Länge zwischen Middle Village–Metropolitan Avenue in Queens und Jay Street in Brooklyn.
Vor 1937 fuhren die Züge des Vorläufers der MJ noch über Brooklyn Bridge nach Manhattan, dann wurden sie nach Downtown Brooklyn zurückgezogen.
Am 5. März 1944 wurde die Myrtle Avenue-Line westlich von Bridge-Jay Streets geschlossen, und dort eine neue Endstelle mit Anschluss an die IND-U-Bahn eröffnet.
Im Jahr 1967 wurde der Myrtle Avenue-Line das Zeichen MJ zugeordnet. Die MJ wurde nur auf Karten und Schildern so benannt, die Wagen auf dieser Route hatten nie Schilder.
Nach einem Brand wurde die westliche Teilstrecke der Myrtle Avenue Linie am 4. Oktober 1969 geschlossen, der Rest wurde der Linie M überlassen.
| Spurweite: | 1435 mm (Normalspur) |                        |                        |
| |                      |                        |                        |
| # \| \| \| siehe oben \| \| \| \| \| \| \| \| \| \| BMT Jamaica Line \| \| \| \| \| Myrtle Ave \| \| \| \| \| M, J und Z \| \| \| \| \| Summer Av \| \| \| \| \| Tompkins Av \| \| \| \| \| Nostrand Av \| \| \| \| \| Franklin Av \| \| \| \| \| Washington Av \| \| \| \| \| Vanderbilt Av \| \| \| \| \| Navy St \| \| \| \| \| Bridge-Jay Streets \| \| \| \| \| Adams Street \| \| \| \| \| BMT Fulton Street Line \| \| \| \| \| Sands Street \| \| \| \| \| Brooklyn Bridge \| \| \| \| \| Park Row \| \| |                      |                        |                        |
| |                      | siehe oben             |                        |
| U-Bahn-Strecke von links · U-Bahn-Abzweig ehemals geradeaus und nach rechts |                      |                        |                        |
| U-Bahn-Abzweig geradeaus und von links · U-Bahn-Strecke (außer Betrieb) |                      | BMT Jamaica Line       | BMT Jamaica Line       |
| U-Bahn-Bahnhof · U-Bahn-Bahnhof (Strecke außer Betrieb) |                      | Myrtle Ave             | Myrtle Ave             |
| U-Bahn-Strecke · U-Bahn-Strecke (außer Betrieb) |                      | M, J und Z             | M, J und Z             |
| U-Bahn-Haltepunkt / Haltestelle (Strecke außer Betrieb) |                      | Summer Av              | Summer Av              |
| U-Bahn-Haltepunkt / Haltestelle (Strecke außer Betrieb) |                      | Tompkins Av            | Tompkins Av            |
| U-Bahn-Haltepunkt / Haltestelle (Strecke außer Betrieb) |                      | Nostrand Av            | Nostrand Av            |
| U-Bahn-Haltepunkt / Haltestelle (Strecke außer Betrieb) |                      | Franklin Av            | Franklin Av            |
| U-Bahn-Haltepunkt / Haltestelle (Strecke außer Betrieb) |                      | Washington Av          | Washington Av          |
| U-Bahn-Haltepunkt / Haltestelle (Strecke außer Betrieb) |                      | Vanderbilt Av          | Vanderbilt Av          |
| U-Bahn-Haltepunkt / Haltestelle (Strecke außer Betrieb) |                      | Navy St                | Navy St                |
| U-Bahn-Bahnhof (Strecke außer Betrieb) |                      | Bridge-Jay Streets     | Bridge-Jay Streets     |
| U-Bahn-Haltepunkt / Haltestelle (Strecke außer Betrieb) |                      | Adams Street           | Adams Street           |
| U-Bahn-Abzweig geradeaus und von links (Strecke außer Betrieb) |                      | BMT Fulton Street Line | BMT Fulton Street Line |
| U-Bahn-Bahnhof (Strecke außer Betrieb) |                      | Sands Street           | Sands Street           |
| |                      | Brooklyn Bridge        |                        |
| U-Bahn-Kopfbahnhof Ende Hochstrecke (Strecke außer Betrieb) |                      | Park Row               | Park Row               |